# Boozoo Chavis
Wilson Anthony "Boozoo" Chavis (Lake Charles, 23 ottobre 1930 – Austin, 5 maggio 2001) è stato un fisarmonicista e cantante statunitense.
Fu uno dei pionieri dello zydeco, genere musicale nato dalla fusione della musica creola e del blues sviluppatosi nel sud-ovest della Louisiana.

## Discografia parziale
- 1986 - Louisiana Zydeco Music
- 1987 - Boozoo Zydeco
- 1987 - Paper In My Shoe
- 1989 - Zydeco Homebrew
- 1990 - The Lake Charles Atomic Bomb (Original Goldband Recordings)
- 1990 - Zydeco Trail Ride
- 1991 - Boozoo Chavis
- 1991 - Boozoo's Breakdown
- 1991 - Zydeco Hee Haw
- 1993 - Boozoo, That's Who
- 1994 - Live! At the Habibi Temple, Lake Charles, Louisiana
- 1996 - Hey Do Right!
- 1999 - Who Stole My Monkey?
- 2000 - Johnnie Billy Goat
- 2001 - Down Home on Dog Hill